# Paragus strigatus
Paragus strigatus är en tvåvingeart som beskrevs av Johann Wilhelm Meigen 1822. Paragus strigatus ingår i släktet stäppblomflugor, och familjen blomflugor.
Artens utbredningsområde är Frankrike. Inga underarter finns listade i Catalogue of Life.